# Urodera crucifera
Urodera crucifera är en skalbaggsart som beskrevs av Lacordaire 1848. Urodera crucifera ingår i släktet Urodera och familjen bladbaggar. Utöver nominatformen finns också underarten U. c. texana.